# Vražedné alibi
Vražedné alibi (v anglickém originále Just Cause) je americký mysteriózní film z roku 1995. Režisérem filmu je Arne Glimcher. Hlavní role ve filmu ztvárnili Sean Connery, Laurence Fishburne, Kate Capshaw, Blair Underwood a Ed Harris.

## Obsazení
| Sean Connery       | Paul Armstrong            |
| Laurence Fishburne | Tanny Brown               |
| Kate Capshaw       | Laurie Prentiss Armstrong |
| Blair Underwood    | Bobby Earl Ferguson       |
| Ed Harris          | Blair Sullivan            |
| Christopher Murray | T.J. Wilcox               |
| Ruby Dee           | Evangeline                |
| Scarlett Johansson | Katie Armstrong           |